# Indian Museum
Het Indian Museum (Bengaals: ভারতীয় জাদুঘর) is een museum in Kolkata, de tweede stad van India. Het is een van de oudste museums ter wereld. Het is een autonome organisatie die valt onder het Indiase ministerie van cultuur.
Het museum bevat een verzameling van antiek, harnassen en ornamenten, fossielen, skeletten, mummies en schilderijen. Er zijn zes afdelingen: kunst, archeologie, antropologie, geologie, zoölogie, en economische botanie. De afdelingen zijn zelf weer onderverdeeld in 35 galerijen.

## Geschiedenis
Het museum werd opgericht in 1814 door dr. Nathaniel Wallich, een Deense botanicus. Het was het eerste in zijn soort in Azië. Het museum ontstond uit de Asiatic Society of Bengal, opgericht door Sir William Jones in 1784. De overheid stelde de voor het museum benodigde ruimte beschikbaar.
In februari 1814 schreef Wallich een brief waarin hij pleitte voor de oprichting van een museum in Calcutta. Dit museum moest volgens hem twee afdelingen krijgen: een voor archeologie, techniek en etnologie, en een voor geologie en zoölogie. Zelf zou hij zorgdragen voor de tweede afdeling.
Het museum werd aanvankelijk gefinancierd door de Asiatic Society, maar geleidelijk aan nam de overheid dat over. In 1875 kreeg het museum een groter gebouw ter beschikking. In 1879 ontving het een deel van de collectie van het India Museum in South Kensington (Verenigd Koninkrijk) toen die collectie werd verdeeld over andere musea.
In 1916 ontstond uit de afdelingen zoölogie en antropologie de Zoological Survey of India.

## Collecties
De collectie van het museum omvat onder andere: een Egyptische mummie, de boeddhistische stoepa van Bharhut, een verzameling meteorieten, fossielen en skeletten van dinosauriërs en andere prehistorische dieren. Ook is er een kunstverzameling.

## Afbeeldingen

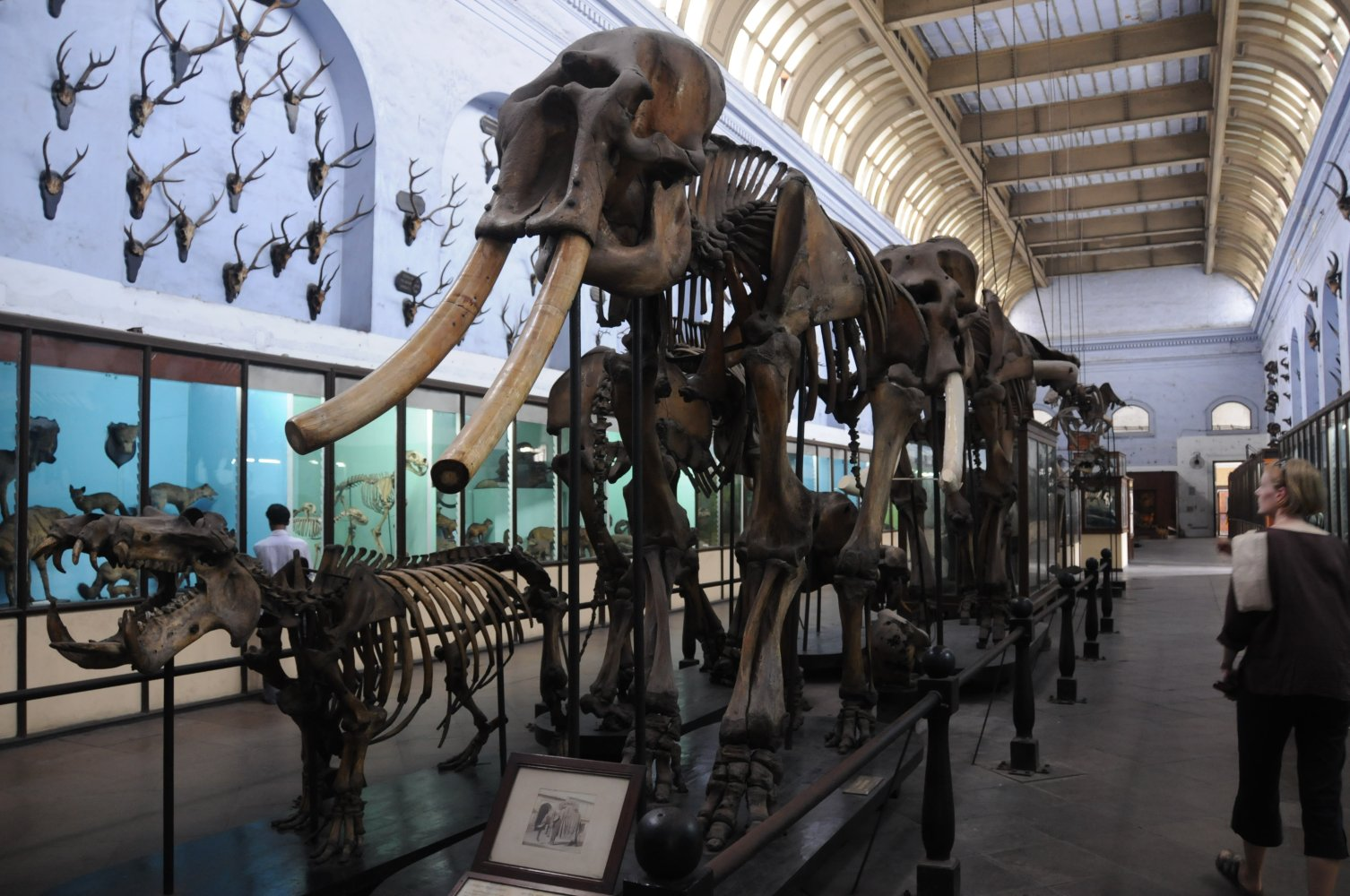
Olifantskelet
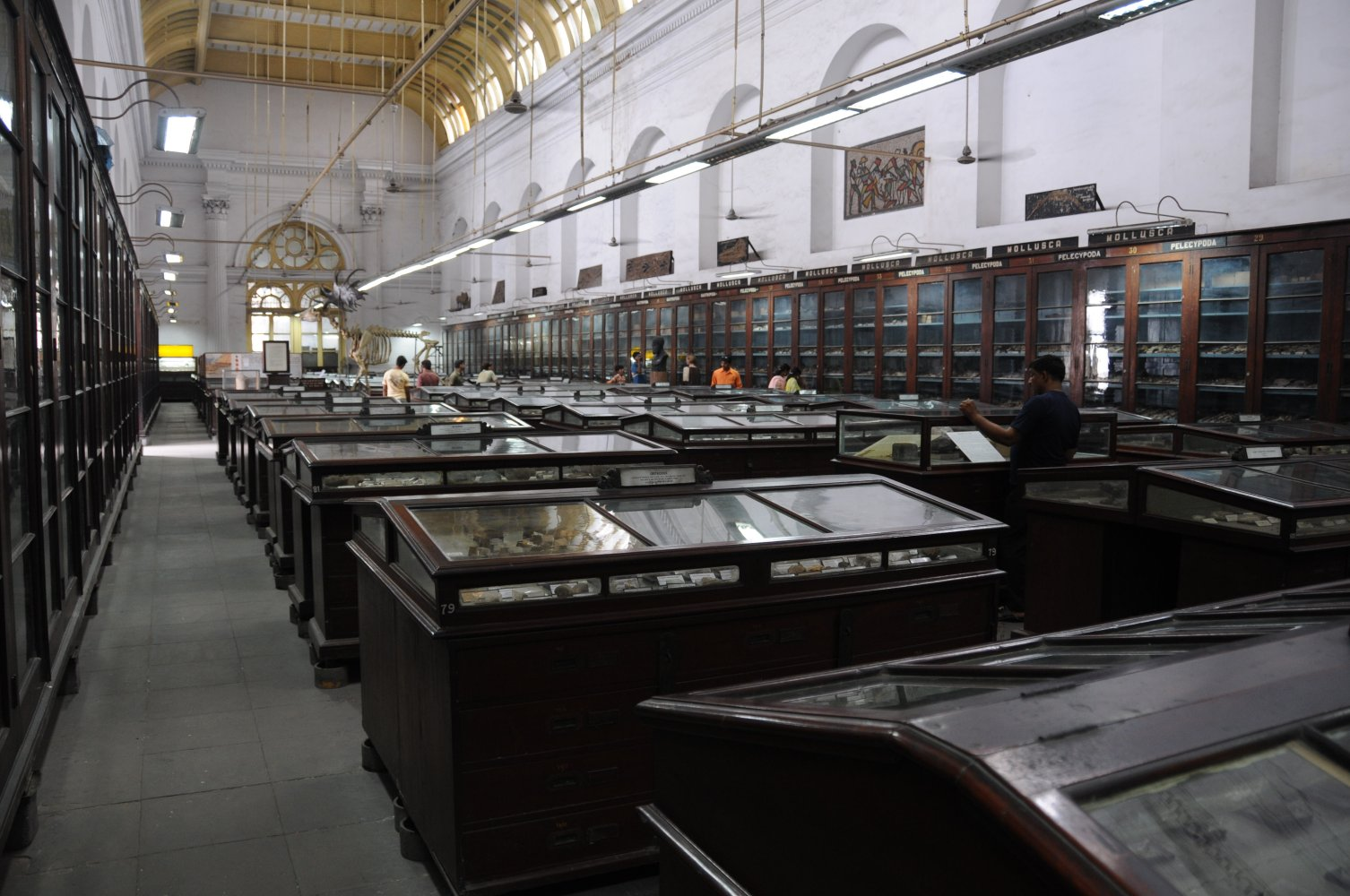
Vitrine met verschillende soorten stenen.